# Liste des gouverneurs actuels des comtés du Kenya
 (août 2023).
Cette page dresse la liste des gouverneurs des 47 comtés du Kenya[Quand ?].

## Gouverneurs des comtés
| Comté           | Nom               | Parti  | Depuis (le)     |
| --------------- | ----------------- | ------ | --------------- |
| Baringo         | Cheboi Chesire    | URP    | 27 mars 2013    |
| Bomet           | Isaac Ruto        | URP    | 27 mars 2013    |
| Bungoma         | Ken Lusaka        | NFK    | 27 mars 2013    |
| Busia           | Sospeter Ojaamong | ODM    | 27 mars 2013    |
| Elgeyo Marakwet | Alex Tolgos       | URP    | 27 mars 2013    |
| Embu            | Nyaga Wambora     | TNA    | 27 mars 2013    |
| Garissa         | Nathif Jama Adam  | WDM-K  | 27 mars 2013    |
| Homa Bay        | Cyprian Awiti     | ODM    | 27 mars 2013    |
| Isiolo          | Godana Doyo       | URP    | 27 mars 2013    |
| Kajiado         | David Nkendienye  | ODM    | 27 mars 2013    |
| Kakamega        | Wycliffe Oparanya | ODM    | 27 mars 2013    |
| Kericho         | Paul Kiprono      | URP    | 27 mars 2013    |
| Kiambu          | William Kabogo    | TNA    | 27 mars 2013    |
| Kilifi          | Amsaon Kingi      | ODM    | 27 mars 2013    |
| Kirinyaga       | Joseph Ndathi     | TNA    | 27 mars 2013    |
| Kisii           | James Ongwae      | ODM    | 27 mars 2013    |
| Kisumu          | Jack Ranguma      | ODM    | 27 mars 2013    |
| Kitui           | Julius Malombe    | WDM-K  | 27 mars 2013    |
| Kwale           | Salim Mvuria      | ODM    | 27 mars 2013    |
| Laikipia        | Joshua Irungu     | TNA    | 27 mars 2013    |
| Lamu            | Issa Timani       | UDF    | 27 mars 2013    |
| Machakos        | Alfred Mutua      | WDM-K  | 27 mars 2013    |
| Makueni         | Kivutha Kibwana   | MP     | 27 mars 2013    |
| Mandera         | Ali Roba          | URP    | 27 mars 2013    |
| Marsabit        | Ukur Yatani       | ODM    | 27 mars 2013    |
| Meru            | Peter Munya       | APK    | 27 mars 2013    |
| Migori          | Zachary Obado     | PDP    | 27 mars 2013    |
| Mombasa         | Ali Hassan Joho   | ODM    | 27 mars 2013    |
| Murang’a        | Mwangi Wa Iria    | TNA    | 27 mars 2013    |
| Nairobi         | Evans Kidero      | ODM    | 27 mars 2013    |
| Nakuru          | Kinuthia Mbugua   | TNA    | 27 mars 2013    |
| Nandi           | Cleophas Lagat    | URP    | 27 mars 2013    |
| Narok           | Samwel Kuntai     | URP    | 27 mars 2013    |
| Nyamira         | John Nyangarama   | ODM    | 27 mars 2013    |
| Nyandarua       | Daniel Waithaka   | TNA    | 27 mars 2013    |
| Nyeri           | Samuel Wamathai   | ...    | 27 février 2017 |
| Samburu         | Moses Kasaine     | URP    | 27 mars 2013    |
| Siaya           | Cornel Rasanga    | ODM    | 27 mars 2013    |
| Taita Taveta    | John Mtuta Mrutu  | ODM    | 27 mars 2013    |
| Tana River      | Tuenya Dado       | WDM-K  | 27 mars 2013    |
| Tharaka Nithi   | Samwel Mbae       | TNA    | 27 mars 2013    |
| Trans Nzoia     | Patrick Simiyu    | FORD-K | 27 mars 2013    |
| Turkana         | Joseph Nanok      | ODM    | 27 mars 2013    |
| Uasin Gishu     | Jackson Mandago   | URP    | 27 mars 2013    |
| Vihiga          | Moses Akaranga    | PPK    | 27 mars 2013    |
| Wajir           | Ahmed Abdullahi   | ODM    | 27 mars 2013    |
| West Pokot      | Simon Kitelei     | KANU   | 27 mars 2013    |